# مقتدر (خلیفه)
المقتدر (نام کامل وی: أبو الفضل جعفر بن المعتضد المقتدر بالله) خلیفه عباسی در بغداد بود که در رمضان سال ۲۸۲ هجری/۸۹۳ میلادی زاده شد؛ و در سال ۹۰۸ میلادی خلافت را برعهده گرفت. برادرش ابواحمد علی مکتفی او را به خلافت پیمان داده بود. نام وی مقتدر بالله به معنی «نیرومند به یاری خدا» است. او در آغاز خلافت، دوازده سال داشت؛ و بر اوضاع تسلط نداشت و کنترل امور در دستان مادر وی شغب و خادمانش بود. تاثیرگذارترین افراد سلطنت وی شامل؛ در خانواده خلیفه، مادرش شغب و خاله‌اش خطیف، و در حرمسرا خلیفه، چهار ندیمه‌ مادرش؛ فاطمه، ام موسی، ثمل و زیدان و در دیوان‌ خلیفه، وزیراعظم أبو الحسن علي بن محمد بن الفرات و حاجب‎ دربار نصرالله کشوری و در سپاه خلیفه، فرمانده کل ارتش أبو الحسن مؤنس‎ المظفر خادم بودند. این اشخاص با تاثیر گذاشتن بر خلیفه و دولت او به منافع خود می‌رسیدند. 
وی در ۱۲ سالگی، جوانترین خلیفه تاریخ عباسی، به دلیل دسیسه‌های کاخ از سوی مادرش شغب و عده ای از افراد سپاه و دولت به سلطنت رسید. پیوستن وی به زودی توسط طرفداران عبدالله بن مکتفی بزرگتر و باتجربه‌تر به چالش کشیده شد، اما تلاش برای کودتای آنها در دسامبر ۹۰۸ به سرعت و قاطعانه درهم شکست. مقتدر از حکومت طولانی تری نسبت به سایر پیشنیان خود برخوردار بود، اما نسبت به دولت کاملاً بی علاقه و بی‌توجه بود. تمامی امور توسط مقامات وی اداره می‌شد، اگرچه تغییر مکرّر وزیران - چهارده تغییر وزیر اعظم دولت برای سلطنت وی ثبت شده‌است - اما کارایی دولت را مختل می‌کرد. حرمسرا، جایی که مادرش، شغب، کنترل بی‌بدیلی را برعهده داشت و بر آن حکومت می‌کرد، بخاطر این که مقتدر عمدتاً در محله‌های مادرش ساکن بود؛ شغب موفق شد چنان بر او مسلط شود که هیج یک از خادمان یا زنان نزدیک خلیفه جوان توان تاثیر گذاشتن نداشته باشند و امور روزمره مربوط به دولت بجای کاخ عمومی تحت سلطه وزیران در حرمسرا تحت سلطه مادر خلیفه تعیین می‌شد‌. شغب به آسانی توانست تأثیر زود به زود تعیین‌کننده‌ای در اداره امور مربوط به امر و نهی؛ به ویژه در عزل یا نصب مقامات یا افسران بگذارد و در همه امور مالی مشارکت فعال داشت؛ درآمد سالیانه وی بیش از یک میلیون دینار طلا بود و تعدادی فراوان جواهرات که در خزانه خصوصی خود داشت، معمولا شغب دست و دل‌باز بوده و کار خیر در بین مردم فقیر انجام می‌داد و به خزانه دولت هم پول قرض می‌داد.
به فرمان ابوالفضل جعفر مقتدر، حسین منصور حلاج، در ذیقعده سال ۳۰۹ به جرم الحاد به دار آویخته شد. منصور حلاج را پس از شکنجه و شلاق‌زدن، به دار آویختند، سپس دست و پا و سرش را بریدند و پیکرش را سوزاندند و خاکسترش را به رود دجله ریختند. 
حاکمیت عباسیان، از یک دوره تثبیت و بازیابی اقتدار و ثروت خلافت تحت نظر معتضد و مکتفی، که مشهور به (بیداری خلافت) بود، خارج شده و سلطنت مقتدر شروع زوال سریع را نشان می دهد. خزانه کامل و بیت‌المال پر‌شده از دینار و درهم که مقتدر به ارث برده بود به سرعت توسط عیاشی و ولخرجی بیش از حد خود خلیفه، مادرش شغب و زنان و خادمانشان تخلیه شد و مشکلات مالی به یکی از ویژگیهای همیشگی دولت خلیفه تبدیل شد. افریقیه به دست فاطمیون افتاد، اگرچه فرمانده کل ارتش مونس المظفر توانست تلاش های آنها را برای فتح مصر نیز دفع کند. حمدانیان در نزدیکی عراق، تقریباً اربابان مستقلی شدند و قرمطیان دوباره به عنوان یک تهدید بزرگ ظاهر شدند و در سال ۹۲۹ مکه را برای مدتی به تصرف خود درآوردند. نیروهای امپراتوری بیزانس، تحت فرمان جان کورکوآس، حمله مداوم خود را به مناطق مرزی العواصم‎ و ارمنستان آغاز کردند.
بنابراین در محرم ۳۱۷ هجری قمری (۹۲۹ میلادی) مونس خادم و همکارانش بر ضد المقتدر توطئه کردند و القاهر بالله را به منصب خلافت رساندند. اما خلافت القاهر دو روز بیشتر دوام نداشت و المقتدر با یاری سپاهیان وفادارش دوباره به منصب خلافت بازگشت و القاهر را نیز محبوس کرد. در نهایت المقتدر شوال ۳۲۰ هجری قمری (۹۳۲ میلادی) دوباره با شورش خادم و فرمانده کل ارتشش مونس تهدید شده و در سن ۳۸ سالگی به دست بربرهای او کشته شد. سر خلیفه را بریدند و لباس‌های مجللش را کامل در آوردند، به طوری که جسد بی سر او کاملاً برهنه بر زمین رها شد و دوباره برادر ناتنی اش القاهر از زندان خارج شد و به عنوان خلیفه با او بیعت کردند. القاهر تمامی اموال و دارایی‌های المقتدر و خانواده‌اش را مصادره کرد و افرادش را برای یافتن بازماندگان وی خانه به خانه می‌فرستاد تا آنها را بیابند و شکنجه کنند و اموالشان را مصادره کنند تا حدی که دستور داد مادر قدرتمند و بانفوذ المقتدر ملکه مادر السیده شغب را نیز از درخت آویزان و شکنجه کنند. در عرض چند ماه شغب در اثر ناراحتی از مرگ پسرش، از دست دادن پول و قدرت خود و شکنجه‌های بی‌شمار و توهین‌های بسیار از سوی خادمان به دستور ناپسری خود در ۳۲۱ هجری قمری (۹۳۳ میلادی) از دنیا رفت